# Comuna Črenšovci
Črenšovci (Občina Črenšovci) este o comună din Slovenia, cu o populație de 4.080 de locuitori (2002).

## Localități
Črenšovci, Dolnja Bistrica, Gornja Bistrica, Srednja Bistrica, Trnje, Žižki